# سيجير القابضة
سيجير القابضة، (Siger هي كلمة معكوسة لRegis التي تعني ملك باللاتينية) هي شركة إستثمارية تملكها العائلة المالكة المغربية (لا تصرح الشركة بتوزيع رأسمالها). يعد أهم أصولها على الإطلاق مساهمتها في مجموعة أونا، 5% مباشرة، والبقية عبر امتلاكها 67% من الشركة الوطنية للإستثمار التي تمتلك بدورها 33.3% من أونا. تسيطر سيجير أيضا على عدة شركات في قطاعات مختلفة: صناعة الأثاث (بريماريوس)، صناعة النسيج (الشركة الشريفة للمنسوجات) إضافة لعدة أراضي زراعية. يشغل منصب الرئيس المدير العام منير الماجيدي السكريتير الخاص للملك محمد السادس.